# قوارير (فلم)
قوارير فيلم درامي سعودي من إخراج خمس مخرجات سعوديات، وهم رغيد النهدي، ونورة المولد، وربى خفاجي، وفاطمة الحازمي، ونور الأمير، ومن تأليف نورة المولد، وفاطمة الحازمي، وسارة مسفر، ونور الأمير. شارك الفيلم في عدة مهرجانات سينمائية دولية، حيث شارك في فعاليات الدورة السادسة من مهرجان أسوان الدولي لأفلام المرأة، والتي أقيمت خلال الفترة من 23 فبراير (شباط)، وحتى 28 فبراير (شباط) 2022، كما شارك في فعاليات الدورة الثالثة من مهرجان الدار البيضاء للفيلم العربي، وشارك الفيلم أيضاً في فعاليات الدورة الأولى لمهرجان البحر الأحمر السينمائي الدولي.

## طاقم العمل

### الممثلون
- سلوى أحمد
- منال أحمد
- خيرية أبو لبن
- رغد بالشرم
- في فؤاد

### المنتجون
- رغيد النهدي
- سارة مسفر
- لجين باخشوين (منتج مشارك)

## ملخص أحداث الفيلم
تدور أحداث الفيلم في إطار درامي حول خمس نساء يواجهن العديد من الصعاب والعقبات ويحاولن التغلب على التحديات والمشكلات التي يعانين منها في مجتمعهن المحافظ مثل قوانين الوصاية، وتخلي الآباء، والعنف ضد النساء والاعتداء الجنسي عليهم، والزواج بالإكراه وغيرها من القضايا التي تتعرض لها المرأة في المجتمعات العربية.

## الجوائز والترشيحات
شارك فيلم قوارير في العديد من المهرجانات السينمائية الدولية، وحصد منها الكثير من الجوائز، ففي عام 2022، حصد الفيلم أربعة جوائز في ختام فعاليات الدورة الثامنة لمهرجان أفلام السعودية، وهي جوائز أفضل فيلم روائي طويل، وأفضل سيناريو منفذ وأفضل تصوير سينمائي بالإضافة إلى جائزة لجنة التحكيم الخاصة لأفضل تمثيل، كما فاز في نفس العام بجائزة لجنة التحكيم الخاصة خلال فعاليات الدورة السادسة لمهرجان أسوان لأفلام المرأة، وحظي الفيلم أيضًا بتنويه خاص من لجنة التحكيم ضمن فعاليات النسخة الثالثة من مهرجان الدار البيضاء للفيلم العربي عام 2022.